# Мичурина (Адыгея)
Мичу́рина — посёлок в Майкопском муниципальном районе Республики Адыгея России.
Входит в состав Тимирязевского сельского поселения, находится на высоте 325 м. над уровнем моря.

## История
Посёлки Тимирязева, Мичурина, Подгорный и Садовый — бывшие участки Майкопской опытной станции ВИР, образованной 28 марта 1930 года при непосредственном участии Н. И. Вавилова, на месте существующих участков Майкопского сортсемтреста. 

## Население
| 2002 | 2010 | 2013 | 2014 | 2015 | 2016 | 2017 |
| ---- | ---- | ---- | ---- | ---- | ---- | ---- |
| 77   | ↘70  | ↗79  | ↘78  | ↘74  | ↗82  | →82  |
| 2018 | 2019 | 2020 | 2021 | 2023 | 2024 |      |
| ↘79  | ↗80  | ↗83  | ↘69  | ↗74  | ↗77  |      |

По данным Всероссийской переписи населения 2021 года:
| Народ               | Численность, чел. | Доля от всего населения, % |
| ------------------- | ----------------- | -------------------------- |
| русские             | 58                | 84,06 %                    |
| другие / не указано | 11                | 15,94 %                    |
| всего               | 69                | 100,0 %                    |

## Улицы
- Подгорная,
- Подлесная.